# Luis Walter Alvarez
Luis Walter Alvarez (ur. 13 czerwca 1911 w San Francisco, zm. 1 września 1988 w Berkeley) – amerykański fizyk i wynalazca, laureat Nagrody Nobla z fizyki z 1968 roku.

## Życiorys
Urodził się w San Francisco (Kalifornii), jako syn lekarza Waltera Clementa Alvareza i nauczycielki Harriet Smyth. Alvarez studiował na Uniwersytecie w Chicago w latach 1928–1936, uzyskując tytuł licencjata z fizyki w 1932 r., tytuł magistra nauk ścisłych w 1934 r. i doktorat w 1936 r. Poślubił Geraldine Smithwick w dniu 15 kwietnia 1936 r. Miał z nią dwoje dzieci, w tym geologa Waltera Alvareza. Małżeństwo zakończyło się rozwodem. Alvarez poślubił następnie Janet Lucile Landis w 1958 r. i miał z nią kolejne dwoje dzieci.

## Kariera naukowa
Uczestnik programu Projektu Manhattan w Los Alamos. W latach 1945–1978 profesor Uniwersytetu Kalifornijskiego w Berkeley, w latach 1954–1959 i 1975–1978 dyrektor Lawrence Radiation Laboratory. Specjalista w zakresie fizyki atomowej, fizyki jądrowej, cząstek elementarnych, promieniowania kosmicznego. Odkrywca w 1937 r. nowego typu przemiany promieniotwórczej tzw. wychwytu K. W 1940 r. wspólnie z F. Blochem wyznaczył magnetyczny moment dipolowy neutronu. Jest współodkrywcą w 1956 r. hiperonu Ξ (ksi). Jest odkrywcą wielu stanów rezonansowych (cząstek rezonansowych), dzięki opracowanej przez siebie nowej metodzie użycia komory pęcherzykowej. W 1968 r. otrzymał Nagrodę Nobla za prace poświęcone cząstkom elementarnym, a w szczególności za uruchomienie dużej wodorowej komory pęcherzykowej (bazującej na ciekłym wodorze). Alvarez posiadał łącznie 40 patentów na różnorodne wynalazki z zakresu: radaru, optyki i elektroniki.
Alvarez jest współautorem hipotezy, według której zagładę dinozaurów spowodował upadek na Ziemię dużego ciała kosmicznego. Utworzony przez niego zespół odkrył wysoką zawartość irydu w warstwie rozdzielającej sedymenty wapienia u schyłku okresu kredowego, co w 1980 r. skłoniło uczonego do wysunięcia przypuszczenia, że ok. 65 mln lat temu w Ziemię uderzyła planetoida o średnicy około 10 km (lub nieco mniejsze jądro komety), która spowodowała trzęsienie ziemi, falę uderzeniową, tsunami, orkan ognia i powstanie gigantycznej ilości popiołów, sadzy i gazów cieplarnianych, a później wielodniowych ciemności i „zimy”, czego następstwem były globalne zmiany klimatyczne i ostatecznie masowe wymieranie wielu gatunków roślin i zwierząt, zarówno morskich, jak i lądowych.
Laureat Nagrody Enrica Fermiego.